# CCL22
CCL22, hemokin (C-C motiv) ligand 22, je protein koji je kod ljudi kodiran CCL22 genom.
Ovaj protein izlučuju dendritske ćelije i makrofage. On dejstvuje na svoje ciljne ćelije target putem interakcija sa hemokinski receptorima na ćelijskoj površini kao što je CCR4. CCL22 gen je lociran na ljudskom hromozomu 16 u klasteru sa drugim hemokinima: CX3CL1 i CCL17.

## Literatura
- Robertson MJ (2002). „Role of chemokines in the biology of natural killer cells.”. J. Leukoc. Biol. 71 (2): 173—83. PMID 11818437.
- Gear AR, Camerini D (2003). „Platelet chemokines and chemokine receptors: linking hemostasis, inflammation, and host defense.”. Microcirculation (New York, N.Y. : 1994). 10 (3-4): 335—50. PMID 12851650. doi:10.1038/sj.mn.7800198.
- Chang M; McNinch J; Elias C;  . (1997). „Molecular cloning and functional characterization of a novel CC chemokine, stimulated T cell chemotactic protein (STCP-1) that specifically acts on activated T lymphocytes.”. J. Biol. Chem. 272 (40): 25229—37. PMID 9312138. doi:10.1074/jbc.272.40.25229.
- Pal R; Garzino-Demo A; Markham PD;  . (1997). „Inhibition of HIV-1 infection by the beta-chemokine MDC.”. Science. 278 (5338): 695—8. PMID 9381181. doi:10.1126/science.278.5338.695.
- Imai T; Chantry D; Raport CJ;  . (1998). „Macrophage-derived chemokine is a functional ligand for the CC chemokine receptor 4.”. J. Biol. Chem. 273 (3): 1764—8. PMID 9430724. doi:10.1074/jbc.273.3.1764.
- Struyf S; Proost P; Sozzani S;  . (1998). „Enhanced anti-HIV-1 activity and altered chemotactic potency of NH2-terminally processed macrophage-derived chemokine (MDC) imply an additional MDC receptor.”. J. Immunol. 161 (6): 2672—5. PMID 9743322.
- Meucci O; Fatatis A; Simen AA;  . (1998). „Chemokines regulate hippocampal neuronal signaling and gp120 neurotoxicity.”. Proc. Natl. Acad. Sci. U.S.A. 95 (24): 14500—5. PMC 24402 . PMID 9826729. doi:10.1073/pnas.95.24.14500.
- Proost P; Struyf S; Schols D;  . (1999). „Truncation of macrophage-derived chemokine by CD26/ dipeptidyl-peptidase IV beyond its predicted cleavage site affects chemotactic activity and CC chemokine receptor 4 interaction.”. J. Biol. Chem. 274 (7): 3988—93. PMID 9933589. doi:10.1074/jbc.274.7.3988.
- Loftus BJ; Kim UJ; Sneddon VP;  . (1999). „Genome duplications and other features in 12 Mb of DNA sequence from human chromosome 16p and 16q.”. Genomics. 60 (3): 295—308. PMID 10493829. doi:10.1006/geno.1999.5927.
- Annunziato F; Romagnani P; Cosmi L;  . (2000). „Macrophage-derived chemokine and EBI1-ligand chemokine attract human thymocytes in different stage of development and are produced by distinct subsets of medullary epithelial cells: possible implications for negative selection.”. J. Immunol. 165 (1): 238—46. PMID 10861057.
- Vulcano M; Albanesi C; Stoppacciaro A;  . (2001). „Dendritic cells as a major source of macrophage-derived chemokine/CCL22 in vitro and in vivo.”. Eur. J. Immunol. 31 (3): 812—22. PMID 11241286. doi:10.1002/1521-4141(200103)31:3<812::AID-IMMU812>3.0.CO;2-L.
- Berin MC, Dwinell MB, Eckmann L, Kagnoff MF (2001). „Production of MDC/CCL22 by human intestinal epithelial cells.”. Am. J. Physiol. Gastrointest. Liver Physiol. 280 (6): G1217—26. PMID 11352815.
- Lambeir AM; Proost P; Durinx C;  . (2001). „Kinetic investigation of chemokine truncation by CD26/dipeptidyl peptidase IV reveals a striking selectivity within the chemokine family.”. J. Biol. Chem. 276 (32): 29839—45. PMID 11390394. doi:10.1074/jbc.M103106200.
- Wakahara S; Fujii Y; Nakao T;  . (2002). „Gene expression profiles for Fc epsilon RI, cytokines and chemokines upon Fc epsilon RI activation in human cultured mast cells derived from peripheral blood.”. Cytokine. 16 (4): 143—52. PMID 11792124. doi:10.1006/cyto.2001.0958.
- Ghia P; Strola G; Granziero L;  . (2002). „Chronic lymphocytic leukemia B cells are endowed with the capacity to attract CD4+, CD40L+ T cells by producing CCL22.”. Eur. J. Immunol. 32 (5): 1403—13. PMID 11981828. doi:10.1002/1521-4141(200205)32:5&lt;1403::AID-IMMU1403&gt;3.0.CO;2-Y.
- D'Ambrosio D; Albanesi C; Lang R;  . (2002). „Quantitative differences in chemokine receptor engagement generate diversity in integrin-dependent lymphocyte adhesion.”. J. Immunol. 169 (5): 2303—12. PMID 12193695.
- Campbell JD, Stinson MJ, Simons FE, HayGlass KT (2003). „Systemic chemokine and chemokine receptor responses are divergent in allergic versus non-allergic humans.”. Int. Immunol. 14 (11): 1255—62. PMID 12407016. doi:10.1093/intimm/dxf098.